# 소리치는 깃발
"소리치는 깃발"은 1978년에 개봉한 대한민국의 영화이다.

## 캐스팅
- 이승현 : 영진 역
- 강주희
- 김성복
- 김정훈
- 배기정
- 이성호
- 김남일
- 전숙
- 윤인하
- 이재학
- 김기종
- 서정아
- 임석봉
- 문미봉
- 허정연
- 손전
- 박일
- 김지영
- 주일몽
- 주상호
- 박광진
- 장훈
- 김현
- 이인옥